# Trolii (franciză)

Logo-ul francizei

Franciza Trolii creată de DreamWorks Animation este compusă din:

## Filme
- Trolii (2016)
- Trolii descoperă lumea (2020)
- Trolii: Se strânge trupa (2023)